# ポテトドーナツ
ポテトドーナツ (英語: potato doughnut) またはスパッドナッツ (英語: spudnut) は、ドーナツの一種で、小麦粉の代わりにマッシュポテトまたは片栗粉をメインの材料として作る。通常は甘味を付ける。他のドーナツと同様の方法で作るが、小麦粉のドーナツと比べて軽い。1930年代には、アメリカ合衆国全域にスパッドナッツ・ショップというチェーンがあったが、現在では数十店舗となっている。東アジアでは、ダイジョ (Ube) の生地を揚げたものも食べられている。その中には、1つ100ドルで販売される世界で最も高価なドーナツであるGolden Cristal Ubeもある。通常のドーナツと同様に、ポテトドーナツもしばしばコーヒーとともに食べられる。

## 歴史
ポテトドーナツの起源は分かっていない。アメリカ合衆国の新聞には、早くも1870年代にはレシピが登場した。1915年にカナダで出版された料理本Five Roses Cook Bookや1938年に出版されたGlenna Snow Cook Bookにもレシピが掲載されている。1930年代にヴァーノン・ルドルフは、ジャガイモを含むレシピを採用して、クリスピークリームドーナツの販売を開始した。スパッドナッツ・ショップは、アメリカ合衆国全域に500店舗以上のチェーンを展開したが、2000年代中盤には、約50店舗となっている。会社は既に倒産したが、独立店舗が残っている。

## 特徴
ポテトドーナツは、通常のドーナツと似た材料を用いるが、小麦粉の全部または大部分をマッシュポテトか片栗粉に置き換えている。軽くふわふわな食感が特徴であり、通常のドーナツと同じようにアイシングやトッピングで飾られる。ラードで揚げると、ファスナハトとなる。

## 製法
ボールにマッシュポテトと卵、ベーキングパウダーや少量の小麦粉等のその他の材料を入れ、生地を成型して、揚げる前に冷蔵庫で冷やす。